# 陳經濟
陳經濟（1554年—1613年？），字獻明，號弘宇，河南開封府禹州（今河南省禹州市）人，明朝政治人物。萬曆庚辰進士，歷任知縣、主事等職，升浙江嚴州府、湖州府知府，政績卓著，擢爲浙江副使、湖廣參政，因事降職。後來復官，調四川，官終兵備副使。

## 生平
陳經濟生性淡泊沉毅，不苟言笑。於萬曆元年（1573年）中式癸酉科河南鄉試第三十五名舉人。萬曆八年（1580年）登庚辰科會試第162名，三甲六十六名進士。刑部觀政，初授陝西咸寧縣（今屬西安市長安區）知縣，丁憂归乡。萬曆十三年（1585年），補山西猗氏縣知縣。十六年升南京戶部主事，期間曾任職淮安鈔關。二十年升南京戶部員外郎，二十一年升郎中。
萬曆二十二年（1594年），外放浙江嚴州府知府，次年改湖州府知府。萬曆二十六年（1598年），遷本省副使，萬曆二十九年（1601年），升湖廣布政使司參政。三十二年因考察降调，因而罷歸。
萬曆三十四年（1606年），起補四川按察司僉事，次年丁憂。萬曆三十八年复补四川佥事，四十年（1612年），升四川按察司副使，整飭威茂兵備。四十一年考察调簡，卒。

## 事跡
萬曆十四年（1586年），猗氏縣遭遇嚴重饑荒。陳經濟時任知縣，捐俸設立粥廠，救人無數，其家人亦生活清苦，日僅一餐，並拆賣自家銀帶以糊口。解州有七郎堰，爲護城堤，延綿二十里，知州請求征調十縣民工重修，陳經濟堅決反對，親詣解州，與知州爭辯，此事告寢。崇禎十二年（1639年），陳經濟入祀名宦祠。清康熙《猗氏縣志》贊其在名宦諸賢中，為「德施最著、永世不祧者」。
陳經濟的同年進士邢雲路曾在猗氏縣路過拜訪，並作《冬日過猗氏陳献明》诗：「寒冬十一月，朔風淒且悲。客子事還游，身與流雲飛。飄蓬苦無悰，所思在孔棘。聞我同門友，云在猗里棲。登堂見顏色，忽忘寒與疲。君懷璠璵美，矜顧容細微。愛客命斟酌，伸眉中自諧。卜夜繼膏晷，但愬杯行遲。清歌動心曲，令德揚素徽。此晤須盡歡，知己會有宜。願言盟中夜，附翮獲所依。風雪相往還，長慰渴與飢。」
陳經濟在湖州，與當地文人交往頗多。歸安茅坤曾有《送郡太守陳弘宇入覲》詩：「千里乘軺謁聖君，中天象魏閃星文。緋衣絳節朝元會，金馬銅龍侍從群。萬國車書並歌舞，五雲日月共氤氳。我今染墨題詩送，願附彤弓不世勛。」陳經濟升任浙江副使，茅坤還曾做詩道賀：「吳興太守最風流，此日攜琴苕上游。千里鶯花遮路冕，五湖山水綰仙舟。兒童竹馬滿城舞，父老壺漿夾道謳。名業已追黃霸傳，還看柱石祀春秋。」
《萬曆野獲編·補遺》載陳經濟在湖州為官，極端厭惡烏鴉。聽到叫聲，便暴跳如雷，鞭笞手下。人送外號「陳老鴉」。《呼桓日記》並載其忌諱「孝」、「制」等字的怪癖。

## 《金瓶梅》

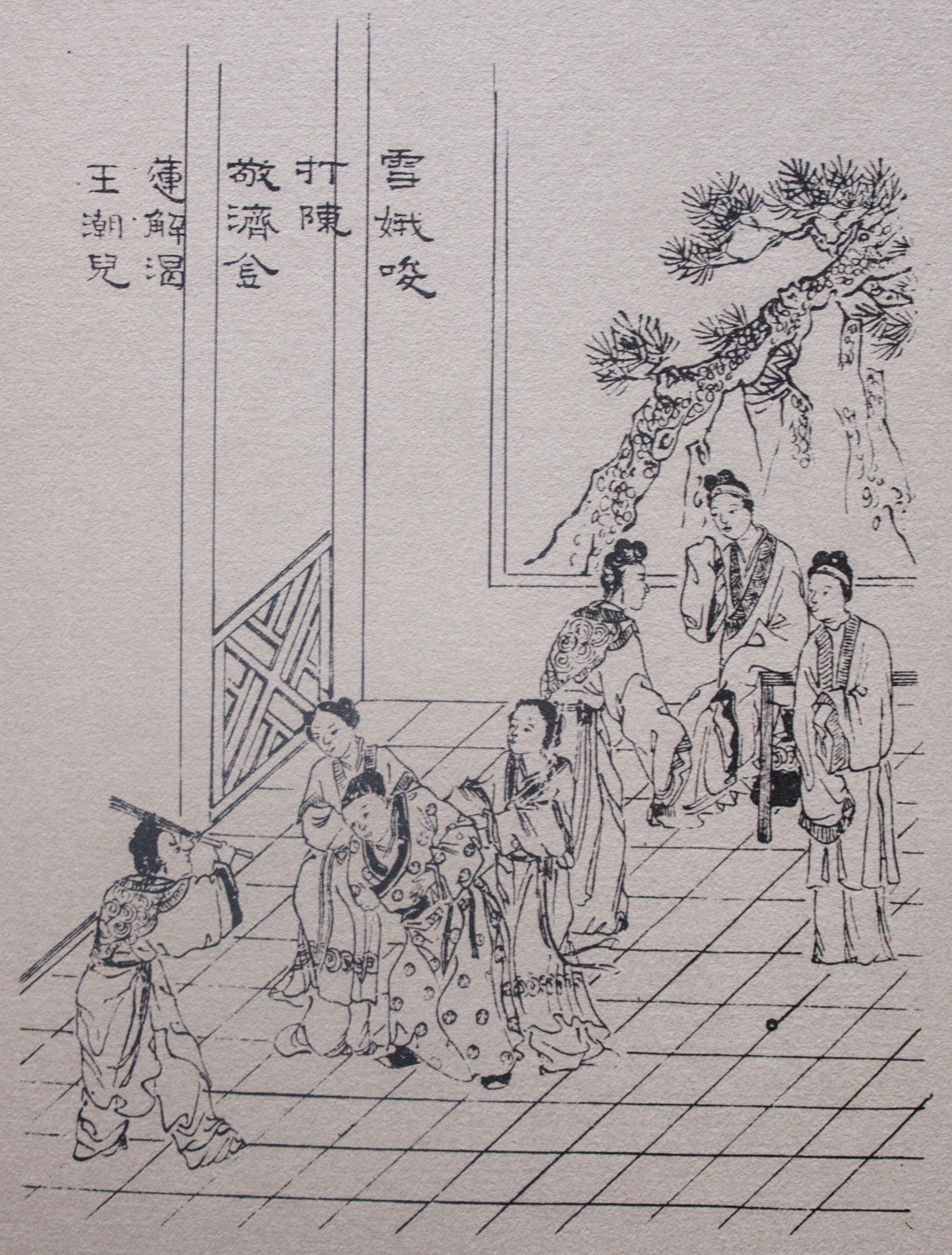
《金瓶梅詞話》有關陳敬濟角色的插圖

《金瓶梅詞話》中西門慶女婿名陳經濟，亦作陳敬濟，爲一重要角色，以跋扈墮落的惡少形象，貫穿全書。書中描寫其南下嚴州、湖州等地的經歷，與真實的陳經濟有一定聯繫，且和《金瓶梅》的早期傳播者謝肇淛、董其昌、沈德符等人對陳經濟的私怨有關。

## 家族
曾祖父陳永；祖父陳信，壽官；父陳詩，曾任訓導，母徐氏。具庆下。弟陳經常。
原配姓氏（登科録为楊氏）不詳。繼室趙氏，封淑人，本陳州人，工詩，有詩集。天啟間，田園被官兵強占，憤而作《舊庭吟》：「倚樓西望舊亭臺，杏艷桃嬌爛漫開。可憐池畔長松樹，二十年前手自栽。」崇禎間，李自成農民軍破禹州，趙氏年逾七旬，留絕命詩曰：「自受君恩四十年，肯將鸞誥染烽煙。兒孫欲覓魂歸處，梅月霏微竹影邊。」為入室勒索之敵兵所殺。
陳經濟有五子，皆趙氏教養。

## 紀念
禹州城朱家口曾有進士坊，爲陳經濟所立。節孝祠前曾有節孝坊，爲旌表陳經濟妻子趙氏所立。

### 文目
- （明）顾秉謙等纂修，《明實錄·大明神宗顯皇帝實錄》，抄本
- （明）邢云路，《泽宇先生诗集》，明刻本
- （明）沈德符，《萬歷野獲編》（全三冊），《歷代史料筆記叢刊》，中華書局，2004年
- （明）茅坤，《耄年录》，《四库全书存目丛书》集部第106册，齐鲁书社1995年版
- （明）项鼎铉，《呼桓日记》，清刻本
- （明）張朝瑞，《皇明貢舉考》，《續修四庫全書》史部第828冊
- （清）朱裴，《禹州志》，順治八年（1651年）刻，順治十八年（1661年）增修本
- （清）陈一魁修，卫既齐纂，《猗氏县志》，康熙刻本
- （清）朱煒修，《禹州志》，道光十五年（1835年）刻本
- （清）吳世進修、吳世榮增修，《嚴州府志》，光緒九年（1883年）增修重刊本
- （清）宗源翰、周學濬，《湖州府志》，爱山书院，同治九—十三年重修，光緖十年（1884年）重校刊本
- 龔延明主編，《天一閣藏明代科舉錄選刊·登科錄》點校本，寧波: 寧波出版社，2016年。ISBN 978-7-5526-2320-8
- 郑志良，《明名士陈经济与<金瓶梅>中陈经济关系考》，《明清小说研究》，2015年01期